# 胡楚賓
胡 楚賓（こ そひん、生没年不詳）は、唐の文人。本貫は宣州秋浦県。

## 経歴
殷王文学から右史に任じられた。文章を作るのが速く、必ず酒を飲んだ後に筆を取った。高宗が楚賓に文章を作るよう命じたときは、いつも金銀の杯に酒を盛って飲ませ、文章ができるとその杯を賜った。楚賓はいつも飲んだくれていたため、家には蓄えがなかった。しかし口は堅く、人がかれを酔わせて禁中の事を聞き出そうとしたが、決して答えなかった。武則天は、楚賓とともに元万頃・范履冰・苗神客・周思茂らを召し出し、『列女伝』・『臣軌』・『百寮新戒』・『楽書』などを編纂させた。楚賓らは「北門学士」と呼ばれて武則天に重用された。崇賢直学士を兼ね、死去した。

## 伝記資料
- 『旧唐書』巻190 列伝第140中 文苑中
- 『新唐書』巻201 列伝第126 文芸上